# اصل جانشینی زیاگان
اصل جانشینی زیاگان یا اصل توالی زیاگان (به انگلیسی: Principle of faunal succession)، که با عنوان قانون جانشینی زیاگان نیز شناخته می‌شود، مبتنی بر مشاهده لایه‌های سنگ رسوبی دارای گیاهان و جانوران فسیل‌شده هستند، و این فسیل‌ها به صورت عمودی در یک نظم خاص و قابل اعتماد که می‌تواند در سطح وسیعی شناسایی شود، جانشین یکدیگر می‌شوند. فاصله افقی به عنوان مثال، یک استخوان فسیل‌شده نئاندرتال هرگز در همان لایه مگالوسور فسیل‌شده یافت نمی‌شود، زیرا نئاندرتال‌ها و مگالوسورها در دوره‌های مختلف زمین‌شناسی زندگی می‌کردند که میلیون‌ها سال از هم جدا شده بودند. این موضوع اجازه می‌دهد تا طبقه‌ها با فسیل‌های جانداران درون آن شناسایی و تاریخ‌گذاری شوند.